# SIEF
Die Internationale Gesellschaft für Ethnologie und Volkskunde (französisch Société Internationale d’Ethnologie et de Folklore; englisch International Society for Ethnology and Folklore), kurz SIEF, ist eine wissenschaftliche Gesellschaft, die 1964 gegründet wurde. Wesentliches Ziel der SIEF ist die ausgeprägte Vernetzung sowie die intensive Förderung der Zusammenarbeit von Wissenschaftlern aus den Bereichen Europäische Ethnologie, Volkskunde, Folklore Studies, Kulturanthropologie und den angrenzenden Feldern der Sozial- und Ethnowissenschaften.

## Geschichte

### Von CIAP zu SIEF
Die SIEF gilt als Nachfolgeorganisation der Commission Internationale des Arts et Traditions Populaires (CIAP).
Die CIAP etablierte sich nach dem unter der Schirmherrschaft des Völkerbundes abgehaltenen Volkskunstkongress in Prag 1929. Die Mitgliedschaft bezog sich zu dieser Zeit auf nationale Kommissionen. Auch wenn die CIAP auf französische Initiative zurückgeht, spielten in den ersten Jahren deutsche, italienische, belgische und niederländische Forscher eine entscheidende Rolle. In der politisch gespannten Lage der Zwischenkriegszeit und unter dem Einfluss des Völkerbundes gestaltete sich die Arbeit der CIAP sehr schwierig. Der Nationalsozialismus und schließlich der Zweite Weltkrieg brachten die kooperative Arbeit der CIAP schließlich zum Erliegen.
Nach 1945 wurde die CIAP wieder ins Leben gerufen und 1947 schließlich wieder formell organisiert. Im Zentrum der Aufmerksamkeit stand die Rolle, die die Ethnologie und Folklore im Wiederaufbau Europas spielen könnten. Auch wenn diese Überlegungen ohne nennenswerte Erfolge blieben, war die wissenschaftliche Aktivität der CIAP in dieser Zeit nicht zu bestreiten. Wichtigste Neuerung war die Form der Mitgliedschaft, die sich nun nicht mehr auf nationale Kommissionen bezog, sondern auf einzelne Wissenschaftler.
Beim Kongress in Athen im Jahre 1964 fand ein lange schwelender Streit innerhalb der CIAP seinen Höhepunkt: Der Streit entbrannte über unterschiedliche Paradigmen der CIAP und drehte sich hauptsächlich um die Beziehung von Folklore und Ethnologie (verstanden als die Analyse materieller Kultur und gesellschaftlichem Leben), der Beziehung zur Anthropologie und der Abgrenzung des Feldes (Europa vs. die ganze Welt). Es zeichneten sich unterschiedliche Lager ab: diejenigen Wissenschaftler, die eine einheitliche Disziplin forderten (Europäische Ethnologie) gegenüber denjenigen, die Folklore als eigenständige Disziplin beibehalten wollten; diejenigen, die die Ethnologie bzw. die Anthropologie als Mutterdisziplin erachteten gegenüber denjenigen, die die Folklore als klar abgegrenztes Fach verstanden wissen wollten; sowie diejenigen, die Europa als klar definiertes Feld ihres Faches sahen gegenüber denjenigen, die die gesamte Welt als dieses Feld verstanden.
Die „Folkoristen“ gewannen diesen Streit schließlich und nannten die Organisation in Societé Internationale d’Ethnologie et de Folklore um – einem Namen, der der Dualität des Faches zwischen Ethnologie und Volkskunde Nachdruck verleiht.
Während der Teilung Europas kam der SIEF eine wesentliche Rolle zu, da sie auch den Kontakt zu osteuropäischen Wissenschaftlern aufrechterhielt. Dementsprechend bemüht sich die Gesellschaft heute, diese Kontakte zu intensivieren.

### Kongresse
- 13. Kongress: Göttingen, 2017.
- 12. Kongress: Zagreb, 21.–25.  Juni 2015: „Utopias, Realities, Heritages. Ethnographies for the 21st Century“.
- 11. Kongress: Tartu, 30. Juni–4. Juli 2013: „Circulation“
- 10. Kongress: Lissabon, 18.–21. April 2011: „People make places“
- 9. Kongress: Derry, 16.–20. Juni 2008: „Transcending 'European Heritages': Liberating the Ethnological Imagination“
- 8. Kongress: Marseille, 26.–30. April 2004: „Among Others. Conflict and Encounters in Europe and the Mediterranean“
- 7. Kongress: Budapest, 23.–28. April 2001: „Times, Places, Passages“
- 6. Kongress: Amsterdam, 20.–25. April 1998: „Roots and Rituals. Managing Ethnicity“
- 5. Kongress: Wien, 12.–16. September 1994: „Ethnisierung von Kultur“
- 4. Kongress: Bergen 99, 19.–23. Juni 1990: „Tradition and Modernisation“
- 3. Kongress: Zürich, 8.–12. April 1987: „The Life cycle“
- 2. Kongress: Susdal, 30. September–6. Oktober 1982: offenes Thema
- 1. Kongress: Paris, 24.–28. August 1971: „Ethnologie européenne“

## Organisation
Die SIEF hat ihren Sitz am Meertens Instituut in Amsterdam. Bei der letzten Generalversammlung am 2. Juli 2013 in Tartu wurde der Vorstand neu gewählt:
- Präsident: Valdimar Hafstein (Island)
- 1. Exec. Vize-Präsident: Peter Jan Margry (Niederlande)
- 2. Vize-Präsident: Clara Saraiva (Portugal)

## Arbeitsgruppen
Im Laufe der letzten Jahrzehnte haben sich im großen Rahmen der SIEF zahlreiche Arbeitsgruppen/Kommissionen herausgebildet, die wiederum ihre eigenen Kongresse und Workshops abhalten und zum Teil ihre eigenen Ergebnisse publizieren. Derzeit sind in der SIEF 9 Arbeitsgruppen aktiv.
- Archives
- Ethnology of Religion
- Space-lore and Place-lore
- Food Research
- The Ritual Year
- Cultural Heritage and Property
- Historical Approaches in Cultural Analysis
- Place Wisdom
- Young Scholar’s Working Group